# Peter Van Loan
Peter Van Loan, né le 18 avril 1963 à Niagara Falls (Ontario), est un homme politique canadien membre du Parti conservateur du Canada. Il a été député à la Chambre des communes du Canada, représentant la circonscription ontarienne de York—Simcoe de 2004 à 2018.

## Biographie
Van Loan est actif en politique depuis l'âge de 15 ans. Il est président du Parti progressiste-conservateur de l'Ontario, puis du Parti progressiste-conservateur du Canada. Il démissionne de son poste en 2000 après une série de désaccords avec le chef du parti, Joe Clark.
Van Loan est le chef de file de la tentative (sans succès) de convaincre le Premier ministre du Nouveau-Brunswick Bernard Lord, de briguer la direction du Parti progressiste-conservateur fédéral en 2002. Il était également un des principaux organisateurs de la campagne du « Oui », mené par le chef tory Peter MacKay, pour ratifier la fusion du Parti progressiste-conservateur et de l'Alliance canadienne dans le nouveau Parti conservateur du Canada. Van Loan a ensuite tenté une nouvelle fois de recruter Lord pour briguer la direciton du nouveau parti, encore une fois sans succès.
Van Loan a été réélu lors de l'élection fédérale de 2006 et fut nommé secrétaire parlementaire du ministre des Affaires étrangères.
Le 27 novembre 2006, Van Loan accède au conseil des ministres en étant nommé ministre des Affaires intergouvernementales, remplaçant Michael Chong. Chong avait démissionné le même jour pour signifier son opposition à la motion du premier ministre Stephen Harper reconnaissant que les Québécois forment une nation au sein du Canada.
Il figure à la liste des personnalités interdites de séjour en Russie dans le cadre de la crise ukrainienne, depuis le 24 mars 2014.